# Ostry Dział
Ostry Dział (664 m n.p.m., też 675 m n.p.m.) – szczyt w Paśmie Magurskim Beskidu Niskiego.
Wznosi się w ramieniu, odchodzącym od szczytu Magury Małastowskiej na północ, ku Przełęczy Owczarskiej. Nazwa odnosi się właściwie do całego długiego na ok. 1 km, wąskiego i zrównanego odcinka grzbietu, przy którego końcu ulokowany jest podany wyżej punkt wysokościowy. Cała wierzchowina, za wyjątkiem partii tuż nad Przełęczą Owczarską, zalesiona.
Grzbietem Ostrego Działu biegnie  szlak turystyczny, prowadzący grzbietem Oboczy i Huszczy z Gorlic na Magurę Małastowską.